# 维坎冈
维坎冈（法語：Wicquinghem，法語發音：[wikɛ̃ɡɑ̃]）是法国上法蘭西大區加来海峡省的一个市镇，属于蒙特勒伊区。

## 地理
维坎冈（50°34'32"N, 1°57'41"E）面积6.8 平方千米，位于法国上法蘭西大區加来海峡省，该省份为法国北部沿海省份，西北濒北海，南至索姆省，东临北部省。
与维坎冈接壤的市镇（或旧市镇、城区）包括：布尔特、阿韦讷、埃尔尼、于克利耶、马南冈。
维坎冈的时区为UTC+01:00、UTC+02:00（夏令时）。

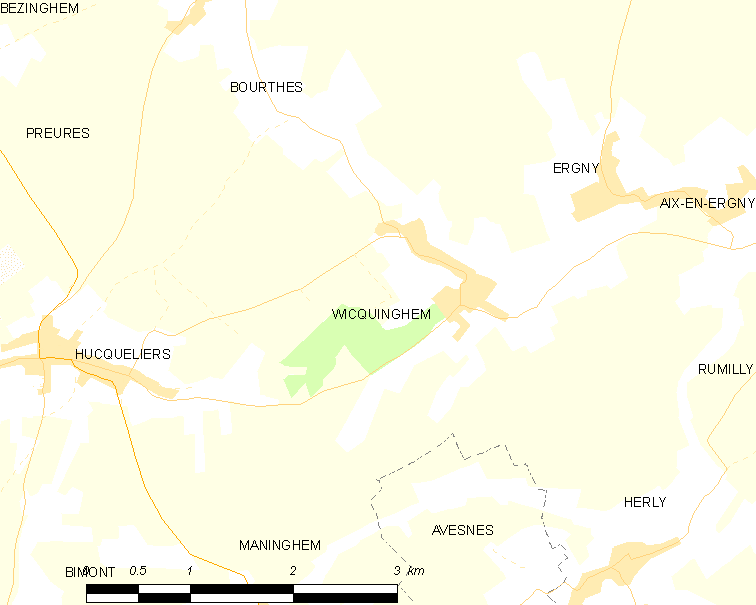
维坎冈的OSM定位图

## 行政
维坎冈的邮政编码为62650，INSEE市镇编码为62886。

## 政治
维坎冈所属的省级选区为兰布尔县。

## 人口

1962-2008年间维坎冈人口变化图示

维坎冈于2022年1月1日时的人口数量为268人。